# Bombardeo de Chongqing
El bombardeo de Chongqing (en chino tradicional :重庆大轰炸, en chino simplificado :重庆大轰炸, y en japonés : 重庆爆撃) fueron una serie de ataques aéreos llevados a cabo por el Ejército Imperial Japonés desde el 18 de febrero de 1938 hasta el 23 de agosto de 1943, en el marco de la segunda guerra sino-japonesa y de la Segunda Guerra Mundial.
Los bombardeos se situaron mayoritariamente en Chongqing, capital en ese momento de la República de China; según estimaciones modernas, se llegaron a lanzar más de 11 500 bombas, en su mayor parte bombas incendiarias; los objetivos principales fueron edificios civiles, como áreas comerciales, zonas residenciales, hospitales, escuelas, etc; en cambio, apenas fueron bombardeados objetivos militares, pues los bombardeos iban dirigidos como forma de intimidar al gobierno chino.

## Los bombardeos

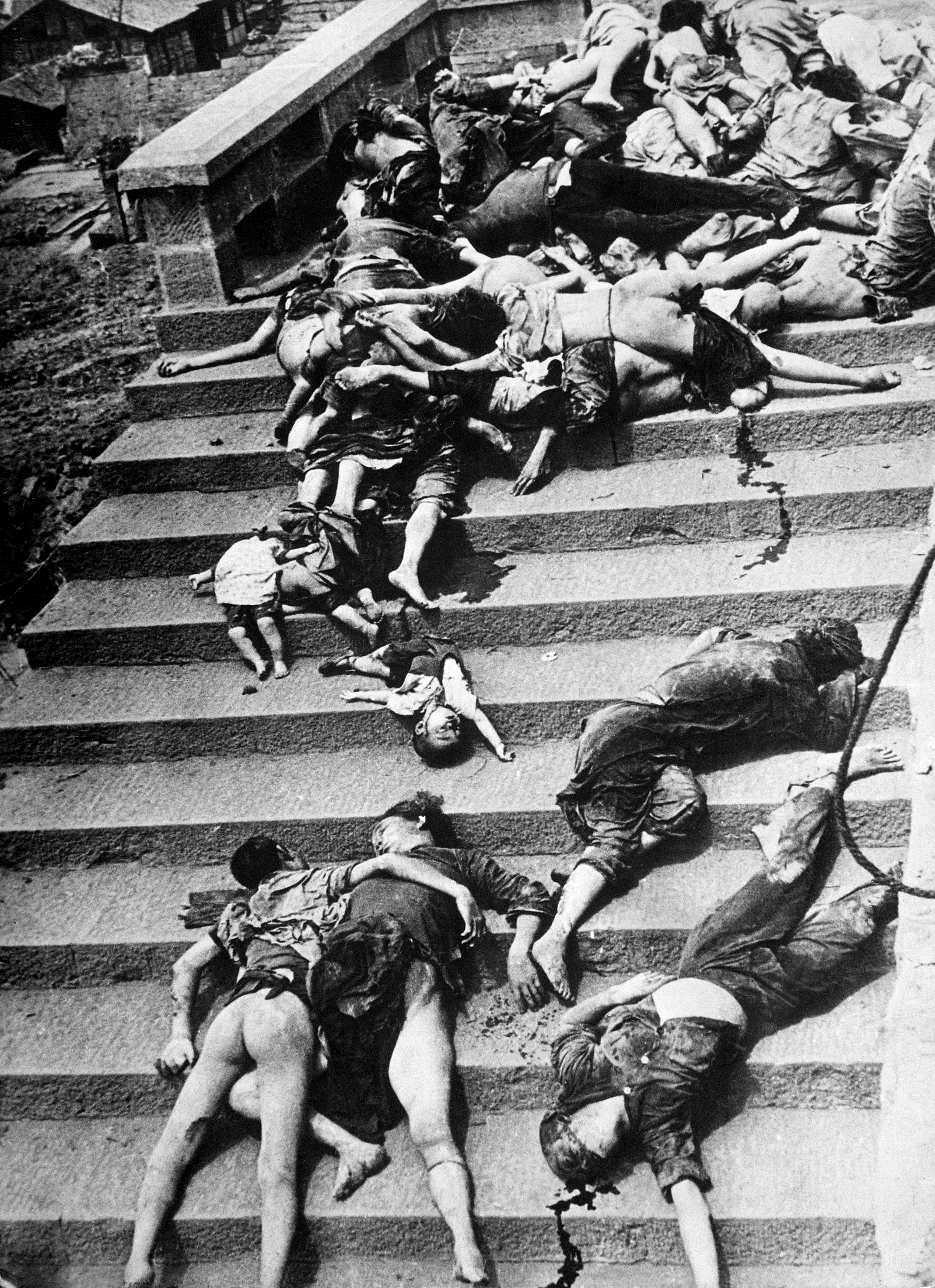
Cadáveres de víctimas del bombardeo.

.Los bombardeos japoneses se centraron casi exclusivamente en el ataque a la población civil; en los dos primeros días de ataques, murieron más de 5000 civiles chinos.
El 5 de junio de 1941, los japoneses realizaron más de 20 incursiones aéreas, bombardeando la ciudad durante 3 horas; alrededor de 4.000 chinos, murieron asfixiados mientras se ocultaban en túneles, para protegerse de las bombas.
La mayoría de los ataques aéreos realizados en contra de Chongqing se hicieron con escuadrones de Mitsubishi G3M, Mitsubishi Ki-1, Mitsubishi Ki-21 y Fiat BR.20, aunque al final de la guerra, también se emplearon Mitsubishi G4M, Nakajima Ki-49 y Mitsubishi Ki-67. Debido a la falta de preparación de las Fuerzas aéreas chinas, gran parte de los ataques aéreos no tuvieron oposición.
Se lanzaron unas 3.000 toneladas de bombas entre 1939 y 1942; según el fotógrafo Carl Mydans, fue en la primavera de 1941, cuando los bombarderos se hicieron más temibles; un total de 268 incursiones aéreas se realizaron contra la ciudad china.

## Demanda contra el gobierno japonés
En marzo de 2006, 40 ciudadanos chinos que fueron heridos o perdieron familiares en los bombardeos demandaron al gobierno japonés y exigiendo una disculpa formal y unas indemnizaciones de 10 millones de ¥ para cada uno de los demandantes. Una de las víctimas declaró: con la presentación de esta demanda queremos que los japoneses sepan de los bombardeos sobre Chongqing.

## Galería de imágenes

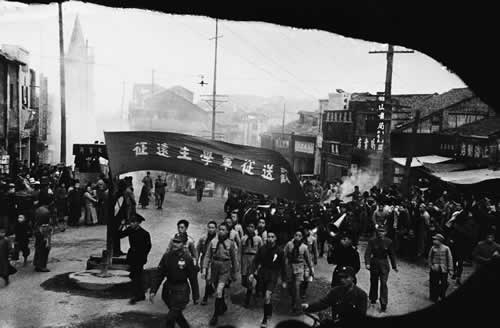
Ejército de voluntarios abandonando la ciudad
- Vídeo de la defensa china de la ciudad